# وندی مورتون
وندی مورتون (انگلیسی: Wendy Morton؛ زادهٔ ۹ نوامبر ۱۹۶۷) سیاستمدار عضو حزب محافظه‌کار اهل بریتانیا که از سال ۲۰۱۵ عضو پارلمان بریتانیا از حوزه انتخابیه آلدریج-براون‌هیلز می‌باشد. وی در کابینه بوریس جانسون سمت معاون پارلمانی وزیر خارجه در امور همسایگی اروپا و آمریکا را برعهده داشت.